# Ocnogyna intermedia
Ocnogyna intermedia är en fjärilsart som beskrevs av Otto Staudinger. Ocnogyna intermedia ingår i släktet Ocnogyna och familjen björnspinnare. Inga underarter finns listade i Catalogue of Life.